# Rod Taylor (álbum)
Rod Taylor es el álbum debut homónimo del músico estadounidense Rod Taylor. Fue publicado en septiembre de 1973 a través de Asylum Records.

## Recepción de la crítica
Un escritor no especificado de la revista Cash Box declaró: “De este brillante LP debut se desprende que el cantante, compositor y músico Rod se volverá tan popular como el actor que lleva el mismo nombre. Con la ayuda de músicos tan reconocidos como Bonnie Bramlett, Ry Cooder, Jesse Davis, Jim Horn y otros, ha reunido una colección de originales que van desde bocetos introspectivos de personajes como «Man Who Made It Fall» y «Lost Iron Man» hasta poderosas piezas autobiográficas como «Livin' Dangerous Blues» y «For Me». Líricamente, Dennis ha combinado grados de sofisticación en un mensaje simple y consistente: está aquí para quedarse”. Un escritor no especificado de la revista Record World comentó: “Taylor es un excelente letrista poético que adapta sus palabras a melodías country funky. Respaldado por gente como Joni Mitchell, Bonnie Bramlett, Ry Cooder, Jesse Davis y Larry Knechtel y producido por Charles Plotkin, Taylor impresiona con buenas voces hogareñas en «Crossroads of the World» y «Sweet Inspiration»”. Un escritor no especificado de la revista Billboard comentó: “Con la ayuda de los metales y ‘acompañantes’ como Larry Knechtel y Joni Mitchell, este [músico] parecido a Dylan-Leon Russell canta buen pop con sabor a country”.

## Lista de canciones
Todas las canciones escritas y compuestas por Rod Taylor.
Lado uno
1. «I Ought to Know» – 3:07
2. «Crossroads of the World» – 3:37
3. «Railroad Blood» – 2:42
4. «Double Life» – 2:10
5. «Making a Way» – 2:37
6. «Sweet Inspiration» – 3:42

Lado dos
1. «Livin' Dangerous Blues» – 2:42
2. «Something Old» – 4:01
3. «Man Who Made It Fall» – 2:18
4. «Lost Iron Man» – 4:21
5. «For Me» – 2:40
6. «The Last Song» – 3:25

## Créditos y personal
Créditos adaptados desde las notas de álbum de Rod Taylor.
Músicos
- Rod Taylor – voz principal y coros, guitarra
- Bonnie Bramlett – coros
- Don Caverhill – piano, órgano
- Ry Cooder – guitarra, mandolina
- Jesse Davis – guitarra
- Kenny Edwards – bajo eléctrico
- Steve Ferguson – piano
- Charles Findley – trompeta
- Andrew Gold – guitarra, acordeón
- Jim Horn – saxofón
- Jim Keltner – batería
- Larry Knechtel – piano
- Russ Kunkel – batería
- David LaFlamme – violín tradicional
- Gary Mallaber – batería, clavinet
- Lew McCreary – bombardino barítono
- Joni Mitchell – coros
- Buell Neidlinger – bajo eléctrico
- Bill Payne – órgano
- Chuck Plotkin – piano, acordeón
- Red Rhodes – guitarra de acero con pedal
- Craig Safan – piano
- Lee Skiar – bajo eléctrico
- Joel Tepp – clarinete, armónica, dobro, slide guitar
- Steve Van Gelder – violín tradicional, guitarra
- Ernie Watts – saxofón

Personal técnico
- Charles Plotkin – productor
- Michael Boshears – ingeniero de audio (1–5, 7, 9–12), mezclas
- Richard Sanford Orshoff – ingeniero de audio (6, 8)
- Norman Epstein – ingeniero asistente
- Bernie Grundman – masterización
- Margaret Holmes – secretaría de producción

Diseño
- Henry Diltz – fotografía de la portada
- Krista Taylor – fotografía interior
- Gary Burden – director artístico